# Вишнева (притока Великої Тернівки)
Вишнева (рос. б.Вишневая) — балка (річка) в Україні у Синельниківському, Павлоградському й Близнюківському районах Дніпропетровської й Харківської областей. Ліва притока Великої Тернівки (басейн Дніпра).

## Опис
Довжина балки приблизно 14,42 км, найкоротша відстань між витоком і гирлом — 13,95 км, коефіцієнт звивистості річки— 1,03 . На деяких ділянках пересихає.

## Розташування
Бере початок у селі Осадче. Тече переважно на північний захід через село Вишневе і на східній околиці села Зелене впадає у річку Велику Тернівку, праву притоку Самари.

## Цікаві факти
- У минулому столітті над балкою існувало декілька курганів (могил) та водяних млинів[1].